# Van Cauter-Magniflex
L'equip Van Cauter-Magniflex va ser un equip ciclista belga, de ciclisme en ruta que va competir el 1972. Creat a partir d'una part de l'equip Hertekamp, va durar només una temporada i va ser l'antecedent de l'equip Magniflex

## Principals resultats
- Volta a Portugal: Joaquim Agostinho (1972)
- Gran Premi del cantó d'Argòvia: Georges Pintens (1972)
- Gran Premi del 1r de maig: Raymond Steegmans (1972)

### A les grans voltes
- Giro d'Itàlia
  - 1 participacions (1972)
  - 1 victòries d'etapa:
    - 1 el 1972: Fabrizio Fabbri

  - 0 classificació finals:
  - 0 classificacions secundàries:

- Tour de França
  - 1 participacions (1972)
  - 1 victòries d'etapa:
    - 1 el 1973: Rik Van Linden

  - 0 classificacions secundàries:

- Volta a Espanya
  - 1 participacions (1972)
  - 1 victòries d'etapa:
    - 1 el 1972: Roger Kindt

  - 0 classificació finals:
  - 0 classificacions secundàries:

## Composició de l'equip
|
| Llista de l'equip 1972                | Llista de l'equip 1972 | Llista de l'equip 1972      | Llista de l'equip 1972 |
| Ciclista                              | Data de naixement      | Equip previ                 |                        |
| ------------------------------------- | ---------------------- | --------------------------- | ---------------------- |
| Willy Abbeloos                        | 20 de març de 1949     |                             |                        |
| Joaquim Agostinho                     | 7 de abril de 1943     | Frimatic-De Gribaldy (1972) |                        |
| Herman Beysens                        | 27 de maig de 1950     |                             |                        |
| Tony Daelemans (2 de abr–31 de des)   | 8 de abril de 1944     |                             |                        |
| Pietro Dallai                         | 3 de abril de 1947     |                             |                        |
| Willy De Geest                        | 8 de gener de 1947     | Hertekamp-Magniflex (1971)  |                        |
| Noël De Pauw                          | 25 de juliol de 1942   |                             |                        |
| André Doyen                           | 29 de març de 1949     | Hertekamp-Magniflex (1971)  |                        |
| Fabrizio Fabbri                       | 28 de setembre de 1948 | Cosatto-Marsicano (1971)    |                        |
| Sigfrido Fontanelli                   | 1 de octubre de 1947   | Hertekamp-Magniflex (1971)  |                        |
| Adolf Huysmans                        | 9 de març de 1947      |                             |                        |
| Edward Janssens                       | 18 de gener de 1946    | Flandria-Mars (1971)        |                        |
| Roger Jochmans                        | 8 de maig de 1947      |                             |                        |
| Roger Kindt                           | 18 de setembre de 1945 |                             |                        |
| Jean-Claude Largeau                   | 6 de abril de 1949     |                             |                        |
| Mariano Martínez                      | 20 de setembre de 1948 | Hoover-de Gribaldy (1971)   |                        |
| Joël Millard                          | 23 de gener de 1946    |                             |                        |
| Georges Pintens                       | 15 de octubre de 1946  | Hertekamp-Magniflex (1971)  |                        |
| André Poppe                           | 4 de novembre de 1943  | Dr. Mann-Grundig (1970)     |                        |
| Silvano Ravagli                       | 2 de abril de 1946     |                             |                        |
| Paul Ravel                            | 12 de desembre de 1946 |                             |                        |
| Eddy Reyniers                         | 30 de desembre de 1946 | Hertekamp-Magniflex (1971)  |                        |
| Pierre Rivory                         | 22 de setembre de 1945 |                             |                        |
| Gérard Rochat                         | 20 de març de 1947     |                             |                        |
| Raymond Steegmans                     | 15 de maig de 1945     |                             |                        |
| Alberto Tazzi                         | 13 de abril de 1946    |                             |                        |
| Erwin Thalmann (4 de juny–11 de juny) | 29 de desembre de 1944 |                             |                        |
| Vittorio Urbani                       | 11 de febrer de 1948   |                             |                        |
| Arthur Van De Vijver                  | 29 de febrer de 1948   |                             |                        |
| Rik Van Linden                        | 28 de juliol de 1949   | Hertekamp-Magniflex (1971)  |                        |
| Ludo Van Staeyen                      | 11 de desembre de 1948 |                             |                        |
| Guido Van Sweevelt                    | 15 de abril de 1949    |                             |                        |
| Mauro Vannucchi                       | 1 de març de 1948      |                             |                        |
| Fritz Wehrli (4 de juny–11 de juny)   | 7 de juny de 1950      |                             |                        |
| Gilbert Wuytack                       | 4 de setembre de 1945  |                             |                        |
|                                       |                        |                             |                        |
| Font: Cycling Archives                |                        |                             |                        |

Nota: Willy Abbeloos